# Pregunta
Una pregunta (castellanisme), qüestió, demanda, interrogació, interpel·lació o oració interrogativa és una classe d'oració que té per objectiu obtenir informació per part de l'interlocutor. Generalment presenta una corba melòdica ascendent. Gràficament es fa notar escrivint els signes d'interrogació. En català, a la fi de la frase sempre s'escriu el signe de tancament (?); el signe d'obertura (¿) a l'inici és potestatiu. P. ex.:
Us falta res?
Qui ens convida a sopar?
¿Convé admetre-la definitivament en la llengua literària?

## Classificació de les oracions interrogatives
Les oracions interrogatives se solen classificar en:
- Interrogativa total o general: implica una desconeixença global d'allò que es pregunta i demana, sense la introducció d'un mot interrogatiu, una simple resposta afirmativa o negativa. En català, aquest tipus d'interrogació, es caracteritza també per anar precedida habitualment d'un que emfàtic, desproveït de valor interrogatiu:

Que no vens?
Vindràs demà?
- Interrogativa parcial o tancada: es refereix a un desenvolupament parcial d'allò que es demana, demana una resposta més extensa que en el cas anterior i va precedida de mots interrogatius (qui, què, on...) que substitueixen l'element de l'oració sobre el qual recau l'interrogació:

Qui és?
Com ho has fet?
D'altra banda, també s'acostuma a fer la distinció següent:
- Interrogativa directa: es tracta d'una oració independent que acaba sempre amb un signe d'interrogació.

Tens gana?
Què has menjat avui?
- Interrogativa indirecta: oració que va inserida dins d'una altra oració i no porta cap signe d'interrogació. La frase per tant no segueix la prosòdia normal d'una pregunta, però l'objectiu comunicatiu hi va implicit.

M'agradaria descobrir qui és
Vull saber com t'ho has fet